# (25457) Mariannamao
(25457) Mariannamao est un astéroïde de la ceinture principale d'astéroïdes.

## Description
(25457) Mariannamao est un astéroïde de la ceinture principale d'astéroïdes. Il fut découvert le 5 décembre 1999 à Socorro (Nouveau-Mexique) par le projet LINEAR. Il présente une orbite caractérisée par un demi-grand axe de 2,80 UA, une excentricité de 0,17 et une inclinaison de 8,5° par rapport à l'écliptique.

## Compléments